# Vrbátky (nádraží)
Vrbátky jsou železniční stanice, která se nachází v jižní části obce Vrbátky v okrese Prostějov. Stanice leží v km 88,212 elektrizované jednokolejné železniční trati Nezamyslice–Olomouc mezi stanicemi Prostějov hlavní nádraží a Blatec.

## Historie
Nádraží s tehdejším názvem Wrbatek bylo zprovozněno společností Moravsko-slezská severní dráha 1. července 1870, tedy současně se zahájením provozu tratě v úseku Nezamyslice – Olomouc. Po vzniku Československa se používal český název Vrbátky, v období německé okupace v letech 1938–1945 neslo nádraží dvojjazyčný název Weidenbusch / Vrbátky, poté se vrátilo původní jednoslovné označení Vrbátky.
K 1. prosinci 2019 byl ve stanici ukončen prodej jízdenek, do té doby prodej jízdenek ve Vrbátkách zajišťovali pro České dráhy zaměstnanci Správy železniční dopravní cesty.

## Popis stanice
Stanice je vybavena reléovým stavědlem 2. kategorie typu TEST 14 s kolejovými obvody. Staniční zabezpečovací zařízení obsluhuje místně výpravčí z dopravní kanceláře ve výpravní budově. Všechna návěstidla jsou světelná. Stanice je kryta z návazných traťových úseků vjezdovými návěstidly L (od Blatce) v km 88,835, z opačného směru pak S v km 87,343.
Ve stanici jsou tři dopravní koleje, přímo u budovy je kolej č. 2 (užitečná délka 583 m), následuje koleje č. 1 (563 m) a kolej č. 3 (553 m). Za třetí kolejí jsou ještě průběžné manipulační koleje č. 5 a 7, mezi třetí a pátou kolejí se ještě nachází kusá kolej č. 5a, která je napojena do páté koleje na prostějovském zhlaví. Na blateckém zhlaví navazuje na kolej č. 5 vlečka Cukrovar Vrbátky. Ve stanici je celkem jedenáct výhybek. Čtyři rozhodující výhybky, které umožňují jízdu z tratě na jednotlivé dopravní koleje, jsou vybaveny elektromotorickým přestavníkem, ostatní výhybky se přestavují ručně.
U dopravních kolejí jsou zřízena jednostranná nástupiště: Nástupiště č. 1 u koleje č. 2 je vnější panelové a má délku 250 m, následují vnitřní panelové nástupiště č. 2 u koleje č. 1 s délkou 250 m a nástupiště č. 3 s pevnou hranou u koleje č. 3 s délkou 125 m. Nástupiště č. 1 a 3 mají hranu ve výšce 250 mm nad temenem kolejnice, nástupiště č. 2 jen 200 mm. Přístup na nástupiště č. 2 a 3 je pomocí úrovňového přechodu.
Jízdy vlaků v obou přilehlých traťových úsecích jsou zabezpečeny pomocí automatických hradel s kolejovými obvody bez oddílových návěstidel.